# Strychnine
Strychnine is een witte, reukloze, zeer bittere en giftige kristallijne vaste stof behorend tot de alkaloïden, die uit een aantal planten kan worden gewonnen, vooral de braaknoot (Strychnos nux-vomica). Deze plant groeit in India, Sri Lanka, Zuid-Oost Azië (onder andere in open tropisch bos in het noorden van Thailand) en Australië. Planten uit het geslacht Strychnos bevatten naast het neurotoxine strychnine ook een groot aantal andere giftige verbindingen.

## Geschiedenis
De stof is in 1818 ontdekt door Joseph-Bienaimé Caventou en Pierre-Joseph Pelletier, hoewel extracten van de braaknoot al langer in de geneeskunde werden gebruikt. De structuur van het molecuul werd pas na 1950 opgehelderd onder andere door de ontwikkeling van de kennis over stereochemie.

## Biosynthese
De biosynthese van strychnine verloopt volgens een complex mechanisme. Het enzym strictosidinesynthase katalyseert de condensatiereactie tussen tryptamine en secologanine, gevolgd door een Pictet-Spengler-reactie (A) leidend tot strictosidine. De enzymen die instaan voor omzetting B zijn nog niet geïdentificeerd, maar het intermediair dat gevormd wordt is wel geïsoleerd uit de braaknoot. De stap betreft de hydrolyse van het acetaal, waarbij door eliminatie van glucose een ringopening plaatsgrijpt. Op deze manier ontstaat een reactief aldehyde, dat door het secundair amine wordt aangevallen, met vorming van geissoschizine.
Een inverse Pictet-Spengler-reactie (C) breekt de binding tussen koolstofatoom 2 en 3 en in een daaropvolgende Mannich-reactie wordt een binding gevormd tussen koolstofatoom 3 en 7. Deze reactiestap omvat ook nog een Michael-additie, waardoor dehydropreakuammicine gevormd wordt. Hydrolyse van de methylester en decarboxylering (D) leidt tot norfluorocurarine. Hierna treedt onder invloed van NADPH een stereospecifieke reductie van de endocyclische dubbele binding op (E), zodat een Wieland-Gumlich-aldehyde gevormd wordt. Hierbij treedt ook een evenwicht op tussen de open en gesloten (cyclische) vorm. Om het koolstofskelet uit te breiden met 2 koolstofatomen gedurende reactiestap F addeert acetyl-CoA via een aldol-condensatie aan het aldehyde, zodat prestrychnine gevormd wordt. De laatste stap ter vorming van strychnine betreft een eenvoudige additie van het amine aan het carbonzuur, gevolgd door een cyclisatie (G).

## Toepassingen en effecten
Het werd vooral gebruikt als pesticide, voornamelijk tegen knaagdieren zoals ratten. Strychnine werd verwerkt in Taupicine en Moldood. Vroeger werd het in zeer geringe dosering ook wel gebruikt in de geneeskunde. Het werkt op het maag-darmkanaal en het zenuwstelsel en produceert 15-60 minuten na inname een krampende verlamming die uiteindelijk door ademhalingsstilstand tot de dood leidt. Het gebruik in rattengif wordt afgeraden vanwege het gevaar voor ongelukken en bewust misbruik.
Strychnine is ook een van de bitterste bekende stoffen: concentraties van 1 ppm (1 milligram per liter) kunnen nog geproefd worden. De LD50 wordt wisselend opgegeven, van 0,1 tot 7 mg/kg lichaamsgewicht. Vrouwelijke ratten blijken significant gevoeliger dan mannelijke. Het is een tijdlang in detectiveverhalen een populair vergif geweest om moorden mee te plegen. Bij mensen wordt de fatale dosis op 100 à 200 mg geschat, maar gevallen waarbij 30 mg al dodelijk was zijn ook beschreven.
Volgens een theorie zou blueslegende Robert Johnson vergiftigd zijn met strychnine. Een jaloerse echtgenoot zou het spul in zijn whiskey hebben gestopt als wraak.

## Gebruik als doping
De Azteken brouwden uit cactussen een drank die strychnine bevatte. Deze drank zorgde voor een opwekkend effect.
Strychnine werd ook als doping gebruikt, onder meer door de Engelse loper Thomas J. Hicks tijdens de Olympische Marathon in 1904. Hij gebruikte het in combinatie met brandy. Na de finish verloor hij zijn bewustzijn, maar herstelde de volgende dag.
In 2016 werd het gebruikt door de Kirgizische gewichtheffer Izzat Artykov, de eerste medaillewinnaar die zijn medaille moest inleveren na een positieve dopingtest op de olympische spelen van 2016 in Rio de Janeiro.

## Werkingsmechanisme
Strychnine is een glycine antagonist en leidt tot een convulsant (epileptisch) effect door de onderactiviteit van glycineneuronen. Hierdoor worden feedbackkringen die een spier na samentrekking weer doen ontspannen gedeactiveerd, zodat er spierkrampen ontstaan die al bij geringe prikkeling optreden. Het beeld lijkt op tetanus, met opisthotonus en risus sardonicus.

## Behandeling
Men zal de spieren willen verslappen en het slachtoffer beademen tot het metabolisme het vergif heeft afgebroken. De halveringstijd is ongeveer 10 uur.